# Buddleja subcapitata
Buddleja subcapitata là một loài thực vật có hoa trong họ Huyền sâm. Loài này được E.D.Liu & H.Peng mô tả khoa học đầu tiên năm 2004.